# Pseudolasius amblyops
Pseudolasius amblyops är en myrart som beskrevs av Auguste-Henri Forel 1901. Pseudolasius amblyops ingår i släktet Pseudolasius och familjen myror.

## Underarter
Arten delas in i följande underarter:
- P. a. amblyops
- P. a. sundaicus